# Електростатичний гучномовець

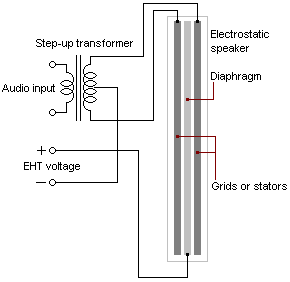
Схема, що показує конструкцію електростатичних гучномовців та їх підключення. Товщина діафрагм і сіток збільшена з метою наочності.

Електростати́чний гучномо́вець (англ. ElectroStatic Loudspeakers ESL) - вид звуковипромінювача, в якому звук створюється за допомогою мембрани, вміщеної в електростатичне поле. Може мати чудові звукові характеристики: вкрай низький коефіцієнт нелінійних спотворень (порядку 0,05%).

## Принцип дії
Мембрана взаємодіє з електростатичним полем статора, який являє собою металевий лист з отворами (або натягнутий дріт). Статорів може бути один або два, а мембрана може бути низкоомною або високоомною.
У найпоширенішому варіанті високоомна мембрана поміщена між двома статорами. На мембрану подається висока напруга щодо статорів, на статори подається сигнал великої амплітуди (звуковий сигнал великої напруги). В результаті між мембраною і статорами виникає змінне електростатичне поле, що рухає мембрану. Поле діє рівномірно на всю мембрану, а мембрана має вкрай низьку масу, завдяки цьому досягаються високі характеристики : коеф. нелінійних спотворень досягає 0,05 %, високий імпульсний відгук, рівна АЧХ.
Оскільки між статорами відсутній гальванічний зв'язок, електростатичний випромінювач являє собою великий конденсатор і є виключно ємнісним навантаженням. Тобто його опір з підвищенням частоти падає.